# Nador (Argélia)
Nador (em árabe: الناظور), anteriormente Desaix durante a colonização francesa, é uma comuna localizada na província de Tipasa, Argélia. Sua população estimada em 2008 era de 9 588 habitantes.